# Kitagava Rio
Kitagava Rio (北川莉央; Tokió, 2004. március 16. –) japán énekesnő és táncosnő. A Morning Musume lányegyüttes 15. generációs tagja.

## Élete
Kitagava Rio 2004. március 16-án született Tokióban, Japánban.
2019. június 22-én Okamura Homare és Jamazaki Mei mellett 15. generációs tagként csatlakozott a Morning Musuméhez.
2020. március 25-én születésnapi koncertet tartott volna, de a  koronavírus-járvány miatt elmaradt. November 12-én kiadta első fotókönyvét.
2021. március 16-án születésnapi koncertet adott.

## Filmográfia
- [2019–] Hello! Station (ハロ！ステ)
- [2019] Hello Pro Kouhaku Taiko THE☆BATTLE 2019 (ハロプロ紅白対抗 ザ☆バトル2019)
- [2019–2020] Hello Pro ONExONE (ハロプロ ONE×ONE
- [2020] Hello Pro no Oshigoto Challenge! 2 (ハロプロのお仕事チャレンジ!2)
- [2020] Hello Pro no Collabo NIGHT! (ハロプロのコラボNIGHT!)

## Publikációk
- First Time (2020.11.12)
- Rio・17th summer (2021. 11. 06)